# Семейство Адамс 2 (филм, 2021)
„Семейство Адамс 2“ (на английски: The Addams Family 2) е компютърна анимация от 2021 година на режисьорите Грег Тиърнън и Конрад Върнън, ко-режисиран от Лора Брусо и Кевин Павлович, по сценарий на Дан Хернандез, Бенджи Самит, Бен Куин и Сузана Фогъл със сюжет на Хернандез и Самит, и е базиран на героите, създадени от Чарлз Адамс. Продължение е на първия филм от 2019 година, озвучаващия състав се състои от Оскар Айзък, Шарлиз Терон, Клоуи Грейс Морец, Ник Крол, Джейвън Уолтън, Снуп Дог, Бет Мидлър, Бил Хейдър и Уолъс Шоун.
Филмът е пуснат по кината в САЩ от United Artists Releasing на 1 октомври 2021 г. Филмът също е достъпен за онлайн отдаване под наем на същия ден, в САЩ и Канада по време на пандемията от COVID-19. Филмът получи смесени отзиви от критиците, които критикуваха хумора и историята.

## Актьорски състав
- Оскар Айзък – Гомес Адамс, съпруг на Мортиша.
- Шарлиз Терон – Мортиша Адамс, съпруга на Гомес.
- Клоуи Грейс Морец – Уенсди Адамс, дъщеря на Мортиша и Гомес.
- Ник Крол – Чичо Фестър, брат на Гомес.
- Джейвън Уолтън – Пъгсли Адамс, синът на Мортиша и Гомес. Озвучен е от Фин Улфхард от предишният филм.
- Бет Мидлър – Баба Адамс, майка на Гомес и Фестър.
- Конрад Върнън – Лърч, икономът на Семейство Адамс.
- Снуп Дог – Братовчеда Ит, косматият братовчед на Гомес и Фестър.
- Бил Хейдър – Сайръс
- Уолъс Шоун – Господин Мустела

## В България
В България филмът е пуснат по кината на 9 октомври 2021 г. във Форум Филм България.

### Синхронен дублаж
| Роля          | Изпълнител                                       |
| ------------- | ------------------------------------------------ |
| Гомес         | Георги Стоянов                                   |
| Мортиша       | Татяна Захова                                    |
| Уенсди        | Ивет Лазарова                                    |
| Пъгсли        | Живко Джуранов                                   |
| Фестър        | Петър Бонев                                      |
| Баба Адамс    | Албена Михова                                    |
| Други гласове | Момчил Степанов Стоян Цветков Митко Петров-Матео |

| Обработка                       | Андарта Студио |
| ------------------------------- | -------------- |
| Продуцент на българската версия | Форум Филмс    |